# 罗通代拉
罗通代拉（義大利語：Rotondella），是意大利马泰拉省的一个市镇。总面积76平方公里，人口2887人，人口密度38.0人/平方公里（2009年）。ISTAT代码为077023。